# ZALA 421-08
ZALA 421-08 là loại máy bay thám thính không người lái tầm gần do công ty ZALA Aero tại Izhevsk phát triển. Toàn bộ hệ thống chỉ nặng 9 kg bao gồm hai máy bay, một hệ thống điều khiển, hai bộ năng lượng dự trữ và một cái túi để bỏ tất cả vào cho việc vận chuyển. Nó được thiết kế cho việc trinh sát ở tiền tuyến trên mặt đất hay trên biển với 3-5 phút để chuẩn bị và phóng máy bay. Lực lượng quân độ Nga cũng đã phát triển hệ thống điều khiển mới cho loại máy bay này gắn trên xe bọc thép GAZ-2975.

## Thiết kế
Zala 421-08 sử dụng động cơ chong chóng điện có thể bay 90 phút với vận tốc 65–190 km/giờ trong bán kính kết nối với trạm điều khiển vô tuyến là 15 km với hệ thống trên xe bọc thép thì là 25 km,  trần bay là 3600–4000 m. Máy bay được trang bị bộ máy ảnh điện quang học có độ phân giải cao và máy quay hồng ngoại cho việc thám thính hai bộ phận này sẽ được giữ ổn định bằng con quay hồi chuyển.
Hệ thống điều khiển của máy bay có khả năng điều khiển tự động với hai chức năng: tự động và bán tự động. Nếu để ở chế độ lái tự động thì người sử dụng sẽ truyền vào vị trí cần bay đến trong không gian như độ cao và vị trí, máy bay sẽ tự động bay đến đó thông qua hệ thống định vị toàn cầu GLONASS hay GPS. Trong quá trình bay này máy bay sẽ gửi các thông tin về trạm điều khiển như tốc độ gió, lượng điện còn, độ cao... Nếu bị mất liên lạc máy bay sẽ tự động quay về điểm cất cánh thông qua hệ thống định vị. Trong qua trình bay này tốc độ tối đa của máy bay chỉ là 130 km/giờ.
Zala 421-08 sẽ hạ cánh bằng dù, nếu nó phải hạ cánh khẩn cấp ở đâu đó hay bị gió thổi đi mất thì một ăng ten sẽ được kích hoạt vươn dài ra 170 mm và phát sóng giúp việc dò định vị máy bay trong khoảng cách 3 km. Phiên bản cho hải quân thì nó chỉ việc lao vào cái lưới được căng lên ở trên tàu.